# Dominique Lestel
 (décembre 2022).
 (décembre 2022).
Dominique Lestel, né le 1er septembre 1961 à Paris, est un philosophe français. 
Il développe une « éthologie philosophique » qui explore les « intoxications conjointes de l’humain et du non humain ». Il enseigne la philosophie contemporaine au sein du département de philosophie de l’Ecole normale supérieure de la rue d’Ulm et fait partie des Archives Husserl. 

## Biographie

### Formation
Dominique Lestel a passé une licence et une maîtrise de philosophie à l’université Paris IV-Sorbonne. Il a soutenu un doctorat de l’EHESS en 1986 et une Habilitation à Diriger des recherches (HDR) en philosophie à l’Université Paris Ouest-Nanterre en 2007. De 1983 à 1986, il a été un étudiant de Bruno Latour qui l’a beaucoup influencé. Il a toujours refusé de passer l’agrégation de philosophie[réf. nécessaire].

### Parcours professionnel
Visiting Scholar à l’Université de Californie à San Diego durant l’automne 1983, il y découvre les sciences cognitives qui commencent à émerger. De 1984 à 1986, il est ingénieur de recherche dans le Laboratoire d’Intelligence Artificielle de la Compagnie des Machines Bull. De 1986 à 1988, il effectue son service militaire comme professeur de philosophie au Lycée français d’Ankara (Turquie).
En 1988-1989, il est chercheur post doctoral dans le département de biologie de Boston University (USA) et au Center for the History and Philosophy of Sciences. 
En 1989, il rentre en France sur un poste de maître de conférences dans le département de psychologie de l’Université de Rouen. En 1990, il est brièvement chercheur au MIT-Media Lab, invité par Seymour Papert. 
En 1994, il est recruté à l’ENS-Ulm comme maître de conférences en sciences cognitives.
En 2001, il devient membre fondateur du nouveau Département d’Etudes Cognitives de l’ENS-Ulm, qu’il quitte en 2012 pour le département de philosophie de l’ENS-Ulm. En 2010, il devient maître de conférences en philosophie (CNU 17).
De 2002 à 2012, il est chercheur associé au Muséum National d’Histoire Naturelle (MNHN) où il est directeur de l’équipe « Eco-éthologie et Ethologie Cognitive » et depuis 2010, il est chercheur aux Archives Husserl de Paris[réf. nécessaire]. 

### Recherches
D. Lestel a été l’initiateur en France d’une façon de penser l’animal dans une perspective ontologique inspirée par Paul Shepard.
Dans son essai Les Origines animales de la culture (2001), il développe deux idées centrales :
- la culture doit être pensée comme un phénomène sémiotique chez les animaux comme chez les humains
- il est essentiel de prendre en compte la diversité des cultures, les cultures humaines étant l'une des formes parmi d'autres, et abandonner d’idée d'opposition entre nature et culture ; de plus, il est nécessaire de considérer l'humanité comme un acteur distinct au sein d'une continuité d'organismes vivants. en particulier dans ce qu’il a appelé les « communautés hybrides humain/animal de partage de sens, d’intérêts et d’affects ».

Lestel est aussi connu comme l’un des premiers théoriciens d’une synthèse des approches éthologiques et ethnographiques des activités animales et comme l’initiateur d’un paradigme bi-constructiviste en éthologie. Rejetant la pertinence d’une notion comme celle de « propre de l’homme », il considère qu’il faut néanmoins penser l’humain du point de vue de l’humain, de même que chaque être vivant se pense de son propre point de vue – et qu’il faut développer une éco-sémiotique dans cette perspective. Sa contribution au débat sur l’art animal s’inscrit dans ce cadre. Il montre que l’éthologie est structurellement construite de façon que la question de la possibilité de compétences artistique chez l’animal ne puisse pas être posée de façon féconde. Le refus d’établir une frontière hygiénique entre l’humain et l’animal ne signifie donc pas pour lui que l’humain est un animal comme les autres, de la même façon qu’aucun autre animal n’est un animal comme les autres. Pour Lestel, l’humain est un animal particulier (et non un animal spécial) qui se constitue dans la texture de l’animalité et l’animalité reste son futur.
Ouvert aux sciences et technologies cognitives autant qu’à l’éthologie, Lestel considère que les progrès de l’Intelligence Artificielle contemporaine modifient substantiellement la question de ce que signifie être vivant (dont il a proposé récemment une caractérisation nouvelle) et les enjeux éthiques et philosophiques qui sont liés à ce statut. Il suggère qu’apparaît aujourd’hui une nouvelle catégorie d’êtres vivants « qui ne sont pas d’espèce » et que la notion même d’« espèce » acquiert au XXIe siècle un statut d’acteur majeur en politique – comme on commence à le voir avec les débats autour des hybrides, des OGM, de la disparition de la biodiversité, du transhumanisme, de l’activisme vegan et des nouveaux « partis animalistes ».  Il développe actuellement une posture « zoo-futuriste » originale qui vise à penser humains et non humains les uns dans les autres et non seulement les uns avec les autres - une perspective qui le conduit à proposer un nouveau chapitre de l’histoire de l’utopie – celui des « utopies phylogénétiques »[réf. nécessaire].
Lestel s’inscrit dans un courant constructiviste non relativiste qui trouve sa source dans le travail du philosophe napolitain Giambattista Vico, et dans celui de penseurs plus contemporains comme Isabelle Stengers ou Francisco Varela. Il cherche à développer une « philosophie de terrain » très influencée par David Thoreau, les philosophes environnementalistes scandinaves (Arne Naess), américains (Paul Shepard) et australiens (Val Plumwood) et des philosophes non universitaires comme Günther Anders.

### Reconnaissance internationale
Outre de nombreux postes de recherche, D. Lestel a été « Visiting Professor » dans diverses universités : En 2004 et en 2006, à la School of the Institute of Art of Chicago ; en 2007, à l’Institute for Research on the Languages of Asia and Africa de la Tokyo University for Foreign Languages, en 2012  à l’Université Keio à Tokyo. En 2013-2014, il a été “Visiting Scientist” à l’Université de Tokyo (Todai) comme chercheur au CNRS. En 2014, la revue d’Oxford, Angelaki. Journal of Theoretical Humanities, lui consacre un numéro thématique sous la direction de Matthieu Chrulew, Jeffrey Bussolini et Brett Buchanan. En 2017-2018, il est « Visiting Professor » à l’Université de Technologie et d’Agriculture de Tokyo comme lauréat de la Japan Society for the Promotion of Science[réf. nécessaire].

### Polémique
D. Lestel suscite la polémique en montrant les ambiguïtés et difficultés de la posture « végétarienne éthique »,.  D’abord dans un livre paru en 2011 puis dans de nombreux articles, interviews et participations à des débats, en particulier à la radio et à la télévision. Lestel voit une forme de puritanisme et de réarmement moral au goût du jour dans le végétarisme éthique. Il met en évidence les contradictions et ambiguïtés de la posture végétarienne éthique et propose la notion de « carnivore éthique » - celui qui accepte de se laisser intoxiquer métaboliquement par l’animalité tout en refusant de faire souffrir l’animal pour autant. La thèse centrale de Lestel est que l’important n’est pas le problème « moral » de la consommation de viande mais le problème « politique » des élevages industriels et de l’hyper-capitalisme qui le soutient. 

## Publications
- Paroles de singes L'impossible dialogue homme-primate, éd. La Découverte, Paris, 1995 est la première synthèse sur l’ensemble des recherches qui portent sur les tentatives d’enseigner un langage symbolique à des grands singes. Pour Lestel, si ces singes « parlent », ils n’ont rien à dire. Ce qui constitue la particularité majeure des humains, plus que la communication symbolique qu’on rencontre chez divers animaux à des degrés divers, c’est de pouvoir raconter des histoires et de s’engager dans des narrations. Il montre que ces recherches sur les singes anthropoïdes préfigurent une façon très originale de faire de la recherche où les animaux étudiés ont un statut de partenaire plus qu’un statut de sujet d’études. Il analyse l’hostilité de la psychologie expérimentale contre ces travaux trop originaux pour les paradigmes de l’époque[réf. nécessaire].
- L'Animalité Essai sur le statut de l'humain, éd. Hatier, Paris, 1996, réédité aux Cahiers de L’Herne en 2002) propose le concept central de « communauté hybride homme/animal de partage de sens, d’intérêt et d’affects » dont il fait le noyau constitutif de toute relation homme/animal[6].
- Les Origines animales de la culture, éd. Flammarion, Paris, 2001 ; coll. « Champs », 2009, constitue la première synthèse philosophique sur la question des cultures animales. Le livre montre que l’éthologie a opéré une révolution majeure dont on n’a pas encore pris la mesure. La dichotomie nature/culture ne suffit plus à rendre compte de la différence homme/animal, et les comportements culturels émergent progressivement dans l’histoire du vivant, bien avant l’apparition d’Homo sapiens. D. Lestel estime qu’il est nécessaire de développer une véritable ethnologie des sociétés animales. Il considère que certains animaux sont d’authentiques sujets dotés d’une histoire, d’une conscience de soi et de représentations complexes. Il conteste la pertinence de la notion d’outil en éthologie et veut la remplacer par celle de « médiation de l’action » qui permet de rendre compte des apories de la notion d’outils qui lui paraît inopérante. Il développe les prémisses d’une écologie comparée de la rationalité dans une perspective évolutionniste. Il propose l’idée originale qu’il ne faut pas parler de « culture » au singulier, mais de « cultures » au pluriel, et que ces « cultures » prennent des caractéristiques propres en fonction des espèces concernées. Très inspiré par Jakob von Uexküll, il est aussi le premier à attirer l’attention en France sur l’importance des travaux, jusqu’alors négligés, d’Adolf Portmann, de Frederik Buytendijk et de Hans Jonas sur l’animalité.
- L’Animal singulier, éd. du Seuil, coll. « La Couleurs des idées », Paris, 2004  (ISBN 2-02-066825-4), aborde la question du statut de l’animal au sein de son espèce. Un chimpanzé, par exemple, n’est pas seulement le représentant de l’espèce chimpanzé mais aussi, et toujours, un animal singulier qui a des caractéristiques qui lui sont propres. L’animal individuel ne se ramène pas à ses caractéristiques d’espèce. Lestel distingue trois niveaux de singularité : tous les animaux sont des sujets, certains sont des individus et parmi ceux-ci, quelques-uns, qui vivent avec des humains, sont des personnes.
- Les Grands Singes L'Humanité au fond des yeux, avec Pascal Picq, Vinciane Despret et Chris Herzfeld, éd. Odile Jacob, Paris, 2005
- Les Animaux sont-ils intelligents ?, éd. Le Pommier, Paris, 2006
- Les Amis de mes amis, éd. du Seuil, Paris, 2007, reprend la question de l’amitié dans une double perspective originale. Il propose d’abord une théorie logique (et non psychologique) de l’amitié et il montre l’importance des amitiés interspécifiques. Pour Lestel, on peut parler d’amitié entre animaux et les amitiés humain/animal sont d’une très grande richesse. Il faut radicalement ouvrir la notion d’amitié et la repenser en conséquence[7].
- L'Animalité, éd. de l'Herne, Paris, 2007
- L'Animal est l'avenir de l'homme: Munitions pour ceux qui veulent (toujours) défendre les animaux, éd. Fayard, Paris, 2010, défend la pertinence et l’intérêt d’une défense de l’animal. Il démonte les arguments de ceux qui voient les animaux comme des machines, défend des formes raisonnées d’anthropomorphisme et propose deux idées fondamentales  celle d’une « bioéthique de la réciprocité » et celle d’une « dette infinie de l’humain vis-à-vis de l’animalité ».
- Apologie du carnivore, éd. Fayard, Paris, 2011, est son livre le plus controversé[4]. Entre l’essai philosophique et le pamphlet, ce livre propose une caractérisation non végétarienne du végétarien éthique et lui oppose la figure du « carnivore éthique »[8]. Une traduction anglaise augmentée a été publiée en 2016 : Eat This Book. A Carnivore’s Manifesto, New York : Columbia University Press.
- Voyage au bout de l'humain, (avec Thierry Bardini, 2012, DisVoir) est une longue méditation philosophico-onirique et graphique sur le posthumain. Une version en anglais a été publiée en même temps.
- À quoi sert l'homme ?, éd.Fayard, Paris, 2015, développe une critique écologique de la coupure de l’humain et de la nature comme fondement de la pensée occidentale qui veut remplacer la nature par des machines. Pour Lestel, cette vision du monde repose sur une véritable haine de la nature, pas seulement sur sa disqualification. Il propose de mettre au point un nouvel animisme comme alternative. Les développements théoriques sont entrecoupés de dialogue avec le philosophe clown sino-japonais Jin Oshige.
- Nous sommes les autres animaux, Fayard, 2019[9],[10].
- Machines insurrectionnelles : Une théorie post-biologique du vivant, dessins de Killofer, Fayard, 2021[11].

## Interviews
- « L’homme devant l’animal : observer une autre intelligence », Interview de D. Lestel par J.L. Giribone, Esprit, juin 2010, pp.116-132.
- « Entretien avec Dominique Lestel » par F. Balibar et T. Hoquet, Critique, 2010, 747-748, pp.811-820.
- « Interview with Dominique Lestel », by Maria Esther Maciel, Contemporary French and Francophone Studies: Sites, volume 16, Issue 5, December 2012
- “La puce à l’oreille: Entretien avec Dominique Lestel”, propos recueillis par Marc Monjou, Azimuts 39, 2013, « Animal », Ecole supérieure d’art et design Saint Etienne, pp.12-21.
- « Repenser le statut ontologique de l’animal. Entretien avec Dominique Lestel », (interview by Sofia Eliza Bouratsis, Jean-Marie Brohm et Pauline Iarossi), Prétentaine, n°29/30, hiver 2014,  pp.201-227.  Lucille Desblache,( Rohampton University, U.K.) ed.,. Prétentaine,  « Esthétique et Sciences de l’Art ».
- “The Animal Outside the Text: An Interview with Dominique Lestel”, Angelaki. Journal of Theoretical Humanities, volume 19, number 3, September 2014, 187-196.
- “Le commun sans frontière. Entretien avec Dominique Lestel”, interview par Marie Cazaban-Mazerolles, Gaëlle Krikorian & Adèle Vaugelade, Vacarme, 70, Hiver 2015, pp.118-137.
- “Entrevista com Dominique Lestel”, in: Maria Esther Maciel, Literatura e animalidade, Rio de Janeiro : Editora Civilizaçao Brasileira, 2016, pp.131-146.